# یاستی قلعه (یاسدی قلعه)
یاستی قلعه (یاسدی قلعه) مربوط به دوره ساسانیان است و در شهرستان ماه‌نشان روستای یاستی قلعه واقع شده و این اثر در تاریخ ۲۲ فروردین ۱۳۵۶ با شمارهٔ ثبت ۱۳۶۵ به‌عنوان یکی از آثار ملی ایران به ثبت رسیده است.